# Ишметов, Тимур Аминджанович
Тимур Аминджанович Ишметов (узб. Timur Amindjanovich Ishmetov; 10 ноября 1979 года, Ташкент, Узбекская ССР, СССР) — узбекский финансист и государственный деятель, министр финансов Узбекистана (2020—2022). Председатель Центрального банка Республики Узбекистан c 11 декабря 2024 года.

## Биография
Тимур Ишметов родился в 1979 году в Ташкенте. В 2000 году окончил факультет финансов и кредита Ташкентского финансового института. В 2005 году окончил магистратуру Бирмингемского университета (Великобритания) по направлению International Money and Banking. В 2008 году окончил факультет юриспруденции Ташкентского государственного юридического университета.
С 2000 по 2001 год был ведущим экономистом специального отдела валютных операций Центрального банка. С 2001 по 2004 год являлся старшим эксперт-аналитиком, руководителем департамента валютной биржи и внешних связей Центрального банка Узбекистана. С 2004 по 2008 год работал в департаменте денежно-кредитных операций Центрального банка. В 2008-2009 годах руководил департаментом управления международными резервами Центрального банка. В 2009 году назначен директором департамента операций Центрального банка на внутреннем рынке. С 2010 по 2017 год директор департамента валютного регулирования и контроля Центрального банка.
В апреле 2017 года стал первым заместителем председателя Государственного инвестиционного комитета, а в июне этого же года — первым заместителем председателя Центрального банка Узбекистана.
В ноябре 2017 года Тимур Ишметов описывая проведения реформ в валютной сфере Узбекистана заявил, что «девальвация курса до его рыночного уровня — это очень важный шаг, которого все ждали, но это всего лишь только первый шаг».
В мае 2019 года перешел на работу в Министерство финансов, где до февраля 2020 года был первым заместителем министра. 20 февраля 2020 года президент Узбекистана Шавкат Мирзиёев назначил Тимура Ишметова министром финансов, сменив на этом посту Джамшида Кучкарова.
С декабря 2022 года работал на должности первого заместителя советника президента по вопросам развития отраслей экономики, инвестиций и реализации внешнеторговой политики. 11 декабря 2024 года назначен председателем Центрального банка Республики Узбекистан.